# Karl Vossler
Karl Vossler (Hohenheim, 6 settembre 1872 – Monaco di Baviera, 19 settembre 1949) è stato un filologo e italianista tedesco.

## Biografia
Studioso di tutte le letterature romanze e soprattutto di quella italiana, scrisse importanti studi critici e filologici sugli autori e i testi della storia della letteratura italiana, tra i quali La Divina Commedia, studiata nella sua genesi e interpretata (Die Göttliche Komödie, 4 vol., 1907-10, seconda edizione 1925, 1 vol.), a cui fece seguito, nel 1942, la traduzione completa del poema.
Ebbe contatti con il mondo culturale italiano e i princìpi estetici di Croce.
Vossler ritenne che l'essenza del linguaggio fosse da ricercare nella creatività dell'espressione individuale, alla quale si aggiunge, ma solamente in un secondo tempo, l'accettazione sociale con le sue regole. Per lui prima della grammatica vi era quindi la fase stilistica, e lo studio delle lingue e delle letterature dovevano procedere con uno stretto legame.
Con questi studi Vossler contribuì in maniera notevole al rinnovamento della metodologia critica nell'ambito della filologia romanza e pose le basi della critica letteraria stilistica nella prima metà del Novecento.
Dal 30 novembre 1946 fu socio corrispondente dell'Accademia della Crusca.
Sposò Ester Gnoli, figlia di Domenico Gnoli. La seconda moglie fu Emma Thiersch, a cui è dedicata la sua traduzione della Divina Commedia.

## Opere tradotte in italiano
- Dante e la morale cristiana, Lodi, 1907.
- Positivismo e idealismo nella scienza del linguaggio - il linguaggio come evoluzione, Bari, Laterza, 1908.
- La "Divina Commedia" studiata nella sua genesi e interpretata, in due volumi, Bari, Laterza, 1909-1910.
- Il sistema della filosofia dello spirito, G. C. Sansoni, 1910.
- Storia della grammatica italiana di Ciro Trabalza, in Autori vari, Il concetto della grammatica, con prefazione di Benedetto Croce, Città di Castello, S. Lapi, 1912.
- Letteratura italiana contemporanea dal romanticismo al futurismo, Napoli, Ricciardi, 1916.
- Leopardi, Napoli, Ricciardi, 1926.
- Lingua e nazione in Italia e in Germania, Firenze, Sansoni, 1936.
- Racine, Modena, Guanda. 1942.
- Civiltà e lingua in Francia, Bari, Laterza, 1948.

I lunghi e fecondi rapporti tra Vossler e Croce sono comprovati dall'epistolario, pubblicato postumo a cura di Vittorio De Caprariis col titolo:
- Carteggio Croce-Vossler, 1899-1949, Bari, Laterza, 1951.